# Ranilović
Ranilović (em cirílico: Раниловић) é uma vila da Sérvia localizada no município de Aranđelovac, pertencente ao distrito de Šumadija, na região de Šumadija e Jasenica. A sua população era de 1462 habitantes segundo o censo de 2011.

## Demografia
| 1948 | 1953 | 1961 | 1971 | 1981 | 1991 | 2002 | 2011 |
| ---- | ---- | ---- | ---- | ---- | ---- | ---- | ---- |
| 2039 | 2194 | 2194 | 2026 | 1997 | 1851 | 1685 | 1462 |